# Robert Lee Stewart
Robert Lee Stewart (Washington, 1942. augusztus 13.–) amerikai helikopter-tesztpilóta, űrhajós, dandártábornok.

## Életpálya
1964-ben University of Southern Mississippi keretében matematikából kapott főiskolai diplomát. 1966-ban helikoptervezetői jogosítványt kapott. 1972-ben az University of Texas Arlington keretében repülőtechnikából mérnöki oklevelet szerzett. Helikopter oktatói tevékenység után, 1972-1973 között Dél-Koreában zászlóalj-parancsnokként szolgált. 1974-től a Sikorsky Aircraft Corporation helikopter tesztpilótája. Tesztelt géptípusai: UH–1, AH–1, Hughes JA–64, UH–60A Black Hawk. Több mint 6000 órát tartózkodott a levegőben (helikopter/űrrepülő), több mint 38 helikopter típus különböző fejlesztéseit tesztelte.
1978. január 16-tól a Lyndon B. Johnson Űrközpontban részesült űrhajóskiképzésben. Tesztelte az STS–1 repülésirányító rendszerét. Támogató (tanácsadó, problémamegoldó) csoport tagjaként részt vett az STS–4 és az STS–5 repülésén. Két űrszolgálata alatt összesen 12 napot, 00 órát és 49 percet (289 óra) töltött a világűrben. Űrhajós pályafutását 1986 januárjában fejezte be.
Harmadik repülésére készülve a hadsereg dandártábornokként a Strategic Defense Command, Huntsville (Alabama) parancsnokának kinevezte. 1989-től az United States Space Command, Colorado Springs (Colorado) parancsnoka.

## Űrrepülések
- STS–41–B, a Challenger űrrepülőgép 4. repülésének küldetésfelelőse. Mintegy 8 órával a felemelkedés után pályába helyezték a műholdakat. A Westar–6 és a Palapa–4 (Palapa–B2) műholdak PAM–D motorja nem tudta megfelelő pályára állítani a műholdakat. Első alkalommal történt, hogy az űrsétát biztosító kábel nélkül hajtották végre. Bruce McCandless II és Stewart két űrsétát hajtott végre az új Emberes Manőverező Egység (Manned Maneuvering Unit) (MMU) segítségével. McCandless az első űrsétán 98 méterre távolodott el az űrrepülőgéptől. Végrehajtották az előírt kutatási, kísérleti feladatokat. Első alkalommal szálltak le az indítást biztosító Kennedy Űrközpont repülőterére. Első űrszolgálata alatt összesen 7 napot, 23 órát és 15 percet (192óra) töltött a világűrben. 5 329 150 kilométert (3 311 380 mérföldet) repült, 128 alkalommal kerülte meg a Földet.
- STS–51–J, az Atlantis űrrepülőgép első repülésének küldetésfelelőse. Az Amerikai Védelmi Minisztérium megbízásából másodszor indított Space Shuttle repülés. A legénység  útnak indított két katonai kommunikációs műholdat. Második űrszolgálata alatt összesen 4 napot, 1 órát és 44 percet (97 óra) töltött a világűrben. 2 776 000 kilométert (1 682 641 mérföldet) repült, 64 alkalommal kerülte meg a Földet.